# Just Us
| Recensione | Giudizio |
| ---------- | -------- |
| AllMusic   | [ 1 ]    |

Just Us è un album della The Marshall Tucker Band, pubblicato dalla Warner Bros. Records nel 1983.
La formazione ha un nuovo membro, il pianista e tastierista Ronnie Godfrey.

## Tracce
Lato A
1. 8:05 – 4:58 (George McCorkle, Franklin Wilkie)
2. Stay a Step Ahead – 3:32 (Toy Caldwell)
3. Time Don't Pass by Here – 3:37 (Ronnie Godfrey)
4. Testify – 4:26 (Toy Caldwell)

Durata totale: 16:33
Lato B
1. Long Island Lady – 4:49 (Jerry Eubanks, Doug Gray)
2. A Place I've Never Been – 2:59 (Toy Caldwell)
3. Wait for You – 3:40 (Ronnie Godfrey, Doug Gray)
4. When Love Begins to Fade – 3:24 (Ronnie Godfrey)
5. Paradise – 3:56 (George McCorkle, Doug Gray)

Durata totale: 18:48

## Musicisti
- Toy Caldwell - chitarra elettrica, chitarra acustica
- George McCorkle - chitarra elettrica, chitarra acustica
- George McCorkle - chitarra solista (brano: Long Island Lady)
- Doug Gray - voce
- Jerry Eubanks - strumenti a fiato, tastiere, accompagnamento vocale
- Ronnie Godfrey - pianoforti, accompagnamento vocale
- Franklin Wilkie - basso, accompagnamento vocale
- Paul T. Riddle - batteria, percussioni, congas

Ospiti
- The A. Strings - strumenti ad arco
- David Briggs - arrangiamenti strumenti ad arco
- Jimmy Rumey - fiddle
- Roger Bissel - trombone (brano: Long Island Lady)
- Wayne Jackson - tromba (brano: Long Island Lady)

Note aggiuntive
- The Marshall Tucker Band - produttori
- Billy Sherrill - ingegnere del suono
- Randy Merryman - assistente ingegnere del suono
- Jim Loydd - masterizzazione
- Registrazioni effettuate al Creative Arts Studio di Spartanburg, South Carolina
- Masterizzazione effettuata al Master Fonics di Nashville, Tennessee[2]